# Bệnh viện Lôi Thần Sơn

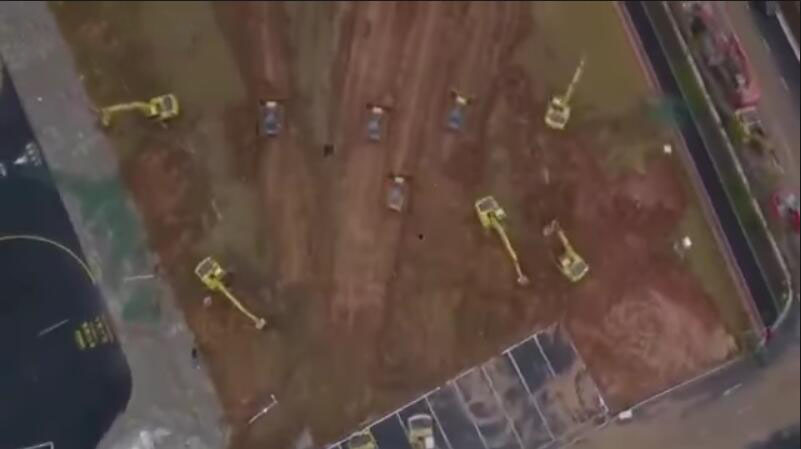
Công trường xây dựng bệnh viện Leishenshan.

Bệnh viện Lôi Thần Sơn (tiếng Trung: 雷神山医院; Hán-Việt: Lôi Thần Sơn Y Viện) từng là một bệnh viện chuyên khoa khẩn cấp được xây dựng để đối phó với dịch virus corona 2019–20. Cơ sở này được đặt tại Bãi đỗ xe số 3 của làng thể thao ở quận Giang Hạ, thành phố Vũ Hán, Hồ Bắc. Giai đoạn một của việc xây dựng đã được hoàn thành vào ngày 6 tháng 2 năm 2020 và bệnh viện đã mở vào ngày 8 tháng 2 năm 2020. Bệnh viện được lên kế hoạch mở rộng giai đoạn hai trong tương lai gần.
Bệnh viện dừng hoạt động và đóng cửa từ 20 tháng 4, 2020.

## Từ nguyên
Cái tên "Leishen" (雷神; Lôi Thần) đề cập đến Lôi Công, một vị thần trong tín ngưỡng dân gian Trung Quốc, người trừng phạt cả con người tội lỗi trên trần gian về tội phạm bí mật và linh hồn ma quỷ đã sử dụng kiến thức của họ về Đạo giáo làm hại con người.
Cái tên "Lei" (雷; lôi) cũng liên quan đến các khái niệm về mộc (木) trong Ngũ Hành (五行) trong đó mộc sinh hỏa (木生火) và hỏa khắc kim (火克金) Trong y học cổ truyền Trung Quốc, phổi thuộc về nguyên tố kim (金) chi phối phổi (肺). Vì vậy, cái tên này truyền tải hy vọng rằng bệnh nhiễm trùng đường hô hấp gây ra bởi virus corona mới cuối cùng sẽ được loại bỏ.

## Lịch sử
Lúc 3:30 phút chiều ngày 25 tháng 1 năm 2020, chính quyền thành phố Vũ Hán đã quyết định thành lập một bệnh viện dã chiến thứ hai có tên "Bệnh viện Lôi Thần Sơn" để đối phó với sự dịch virus corona 2019. Nó nằm ở bãi đậu xe số 3 của làng thể thao ở quận Jiangxia của Vũ Hán. Vào ngày 27 tháng 1, Ủy ban Cải cách và Phát triển Quốc gia Trung Quốc đã công bố phân bổ 300 triệu nhân dân tệ để trợ cấp cho việc xây dựng Bệnh viện Hỏa Thần Sơn và Bệnh viện Lôi Thần Sơn này. Cùng ngày, Tập đoàn lưới điện Trung Quốc tuyên bố quyên góp 60,28 triệu nhân dân tệ vật liệu để xây dựng hai bệnh viện.
Vào ngày 6 tháng 2 năm 2020, việc xây dựng bệnh viện đã hoàn tất. Vào ngày 8 tháng 2 năm 2020, tổng cộng 1.600 giường đã được chuyển đến bệnh viện. Cùng ngày, Phó Thủ tướng Tôn Xuân Lan đã đến thăm tòa nhà. Bà nhấn mạnh rằng việc điều trị nên được thực hiện dựa trên mức độ ưu tiên về độ nghiêm trọng của tình trạng bệnh nhân. 30 bệnh nhân đầu tiên được đưa vào bệnh viện cùng ngày lúc 8:00 tối.
Tính đến ngày 22 tháng 2 năm 2020, bệnh viện đang vận hành 977 giường.

## Thiết kế
Bệnh viện là một tòa nhà dựa trên kiểu bệnh viện dã chiến với thiết kế mô-đun lắp ghép. Nó có 32 khu vực dành cho bệnh nhân, hai trong số đó dành cho những người trong tình trạng nguy kịch và ba khu vực dành cho những người có triệu chứng nghiêm trọng.